# تود فيلدمان
تود فيلدمان (بالإنجليزية: Todd Field)‏ (و. 1964 – م) هو كاتب سيناريو، ومخرج سينمائي، وممثل، ومنتج أفلام، ومؤلفو موسيقى تصويرية، من الولايات المتحدة الأمريكية، ولد في بومونا، كاليفورنيا.

## التعليم
تعلم في Mt. Hood Community College ‏.

## وصلات خارجية
- تود فيلدمان على موقع IMDb (الإنجليزية)
- تود فيلدمان على موقع مونزينجر (الألمانية)
- تود فيلدمان على موقع ألو سيني (الفرنسية)
- تود فيلدمان على موقع ميوزك برينز (الإنجليزية)
- تود فيلدمان على موقع تيرنر كلاسيك موفيز (الإنجليزية)
- تود فيلدمان على موقع أول موفي (الإنجليزية)
- تود فيلدمان على موقع بوكس أوفيس موجو (الإنجليزية)
- تود فيلدمان على موقع قاعدة بيانات الأفلام السويدية (السويدية)
- تود فيلدمان على موقع ديسكوغز (الإنجليزية)
- تود فيلدمان على موقع قاعدة بيانات الفيلم (الإنجليزية)